# Platysaurus intermedius
Platysaurus intermedius är en ödleart som beskrevs av  Paul Matschie 1891. Platysaurus intermedius ingår i släktet Platysaurus och familjen gördelsvansar. IUCN kategoriserar arten globalt som livskraftig.

## Underarter
Arten delas in i följande underarter:
- P. i. intermedius
- P. i. inopinus
- P. i. natalensis
- P. i. nigrescens
- P. i. nyasae
- P. i. parvus
- P. i. rhodesianus
- P. i. subniger
- P. i. wilhelmi